# Áreas protegidas de Birmania

Divisiones administrativas de Birmania

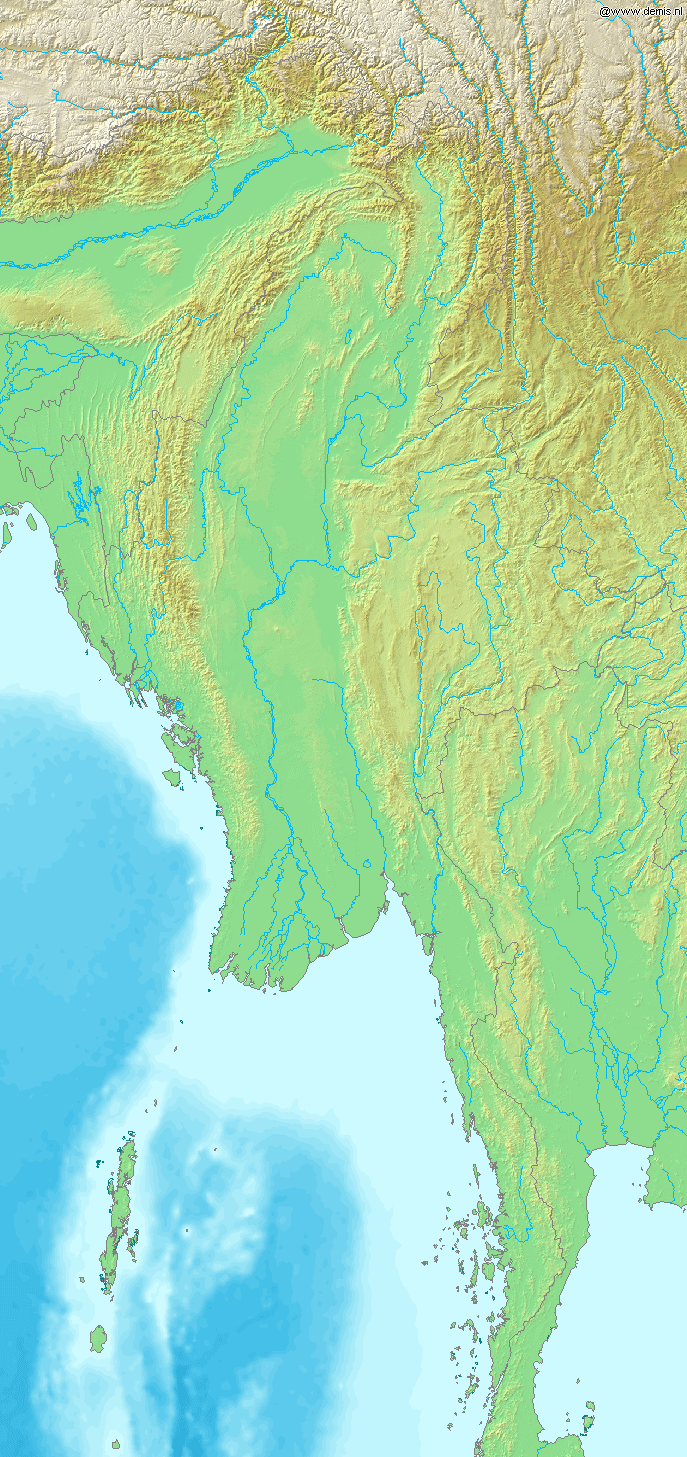
Mapa topográfico de Birmania

Birmania es el país más grande del Sudeste Asiático. Posee una gran variedad de hábitats, desde altas montañas a grandes ríos. En 2010, la FAO calculó que el 48 por ciento del territorio estaba cubierto de bosques. El norte del país posee grandes alturas con nieves permanentes y glaciares, con el monte Hkakabo Razi (5881 m) como el pico más alto de todo el sudeste asiático, rodeado por el Parque nacional de Khakaborazi, pero también hay grandes llanuras aluviales, con grandes ríos que discurren paralelamente, uno de los deltas más grandes de Asia, el delta del Irawadi, las montañas kársticas de Shan, con alturas de 1000 m y cimas de más de 2000 m (Loi Leng, 2651 m; Ling Shanj, 2541 m), unos 2280 km de costa y más de 800 islas pequeñas, todo ello aderezado por un clima monzónico con tres estaciones bien definidas, una cálida de marzo a mayo, una lluviosa de junio a octubre y una fresca de noviembre a febrero, con precipitaciones que oscilan entre los 500 y los 6000 mm anuales.
La IUCN considera que en Myanmar (también Birmania) hay 59 áreas protegidas que cubren una extensión de 42 878 km², el 6.37 % del territorio nacional, y 11 964 km² de áreas marinas, el 2.33 % de los 514 147 km² que pertenecen al país. De estas, 6 son parques nacionales, 4 son ASEAN Heritage Parks (Parques patrimonio de la ASEAN, Association for Southeast Asian Nations), 2 son reservas naturales, 4 son áreas protegidas, 28 son santuarios de la naturaleza, 3 son santuarios de aves, 1 es un parque natural, 1 es un parque de montaña, 2 son santuarios de la naturaleza y parques patrimonio de la ASEAN y 1 es un parque de elefantes (elephant range). También hay 2 reservas de la biosfera de la Unesco y 5 sitios Ramsar.
BirdLife International reconoce 57 IBAs, áreas de importancia para las aves y la biodiversidad, que ocupan unos 55 898 km², y 7 EBAs, áreas de aves endémicas, con un total de 1031 especies de aves, de las que 53 están globalmente amenazadas y 10 son endémicas del país.

## Bosques de Birmania
Los bosques cubren en Birmania la mitad del territorio, desde el bosque húmedo tropical en el sur hasta el bosque caduco en el centro y el bosque alpino en el norte. Los distintos tipos de bosque son:
- Manglar en las áreas costeras del delta del río Irawadi.
- Bosque lluvioso de tierras bajas, en las áreas costeras del delta del río Irawadi.
- Bosque pantanoso de agua dulce, en el delta del Irawadi y llanuras de inundación.
- Bosque caducifolio de poca entidad en las zonas secas centrales.
- Matorral espinoso en las zonas secas centrales.
- Bosque caducifolio mixto de la periferia de las zonas centrales, incluyendo la teca, que le da un gran valor económico. El de más entidad, con un 38 % de la superficie forestal. Está calificado por WWF como bosque seco tropical y subtropical de hoja ancha.
- Bosque húmedo semiperenne, en las elevaciones alrededor de la zona seca.
- Bosque templado de robles, en las zonas altas del norte.
- Vegetación subalpina, en las elevaciones más altas del extremo norte.

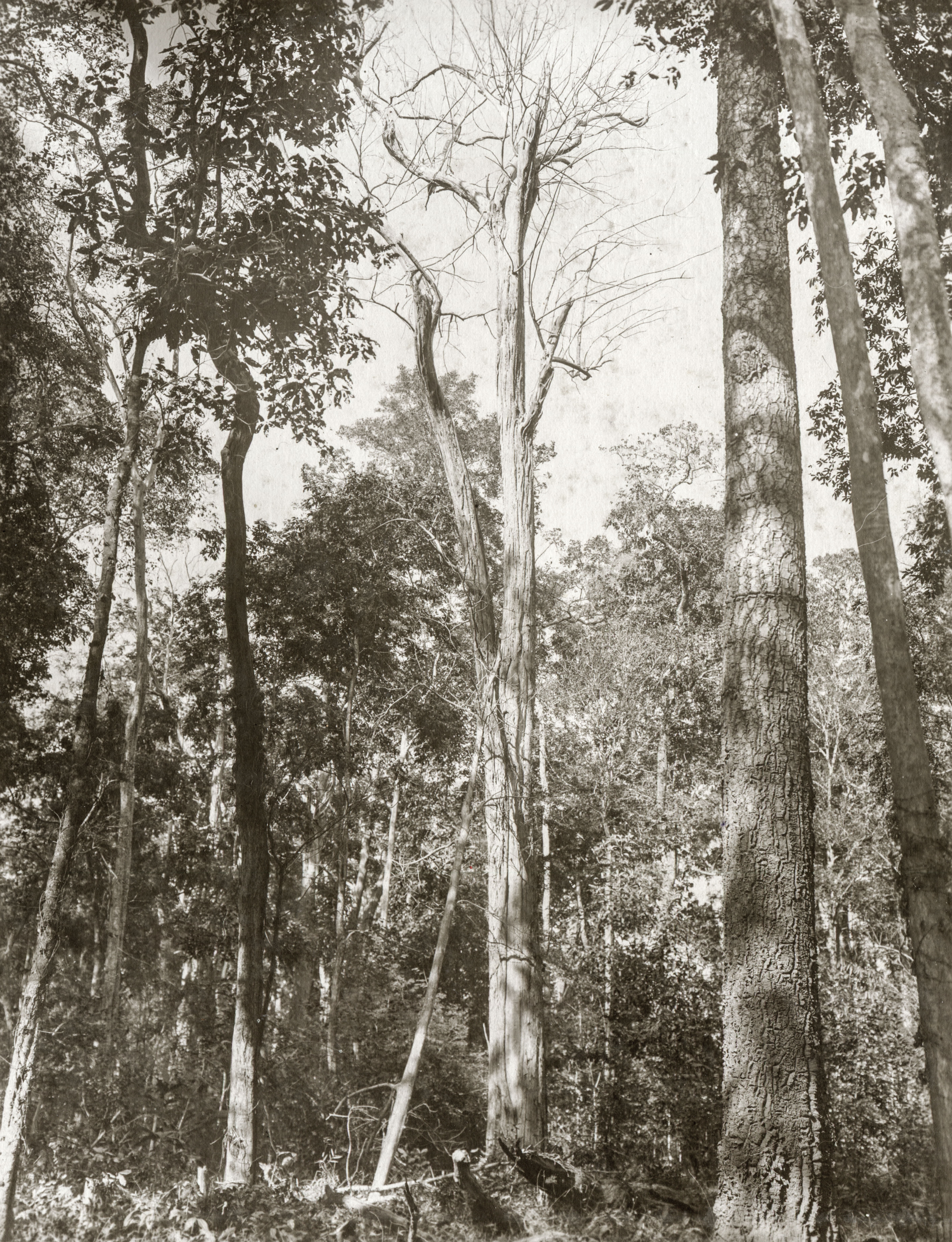
Bosque de Birmania con árboles de teca. Imagen de 1920

El bosque tropical perenne de Birmania se encuentra representado en las tierras bajas con especies de alto valor comercial como los Dipterocarpos, por la madera. Hay bosques bien conservados en la región costera de Tanintharyi, en el extremo sur. El bosque caducifolio mixto es el más abundante y se caracteriza de especies como la teca, asociado a veces con Xylia dolabriformis, una especie de madera dura que en Vietnam es conocido como madera de hierro y se usa para los carros. Este bosque caducifolio está asociado con el bambú, fuente de madera y alimentos para animales como el gibón hoolock. El bosque seco, en la zona central del país con precipitaciones inferiores a 1.000 mm, se caracteriza por la presencia de acacias, Tectona hamiltoniana, especie de teca endémica de Birmania, y Terminalia oliveri. En las zonas más altas se encuentra un bosque caducifolio de Dipterocarpaceae, que solo existe en Birmania, Vietnam, Laos, Camboya y Tailandia. El bosque templado se encuentra en zonas húmedas entre 900 y 1.800 m, y por encima de 1.800 m como bosque montano; está dominado por Quercus, Castanopsis, Fagáceas, Magnoliáceas, laureles y brezos. Por encima, se encuentra el bosque de coníferas.

## Parques nacionales de Birmania
- Parque nacional Alaungdaw Kathapa (ASEAN), 1598 km².
- Parque nacional de Hlawga, 6.24 km².
- Parque nacional de Khakaborazi (ASEAN), 3812 km².
- Parque nacional Lenya, 1761 km².
- Parque nacional Lenya (extensión), 1400 km².
- Parque nacional marino de la Isla Lanbi (ASEAN), 205 km².
- Parque nacional de Nat Ma Taung (ASEAN), 723 km²
- Parque nacional de Tanintharyi, 1.700 km²

## Sitios Ramsar

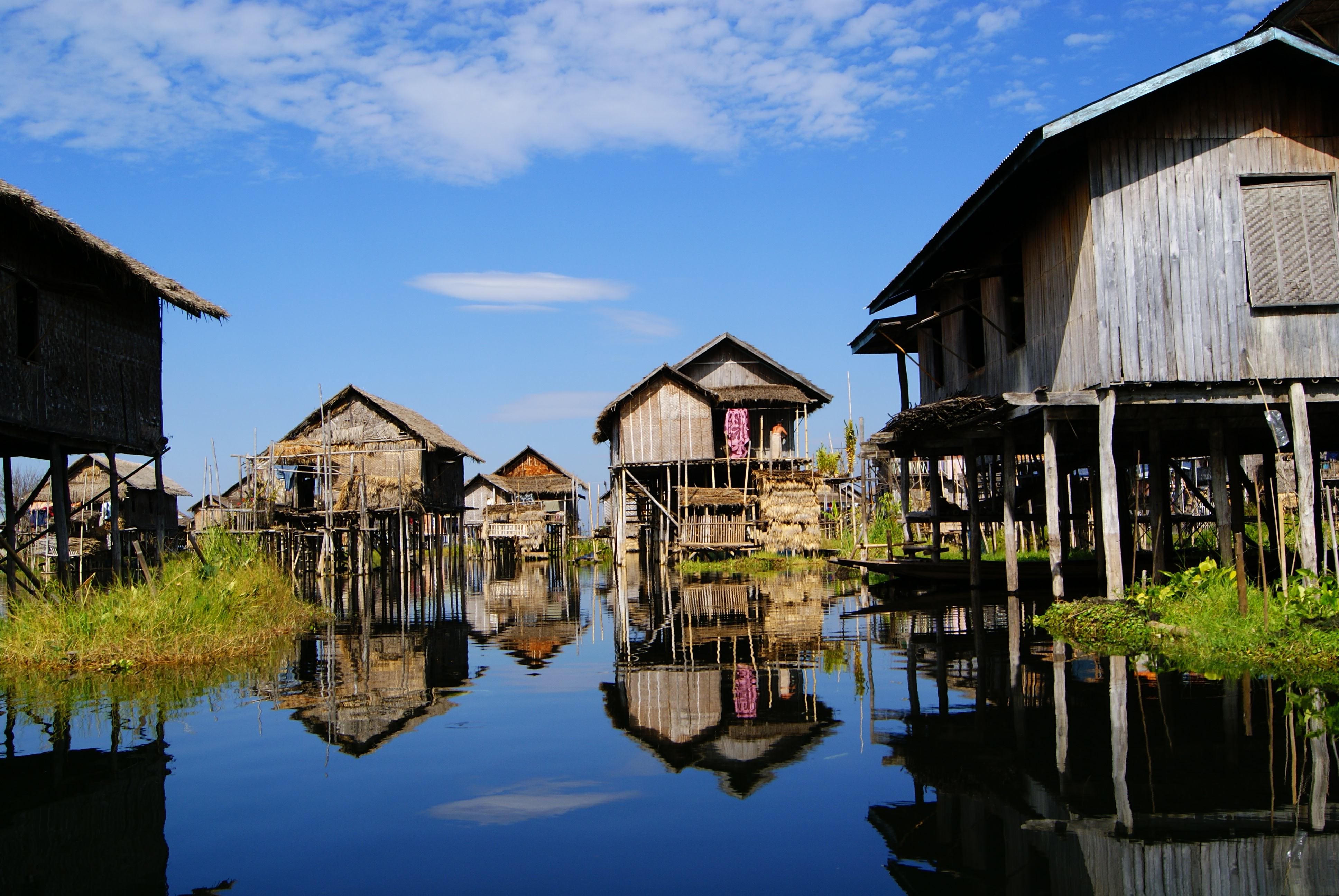
Aldea Yawnghwe en el lago Inle.

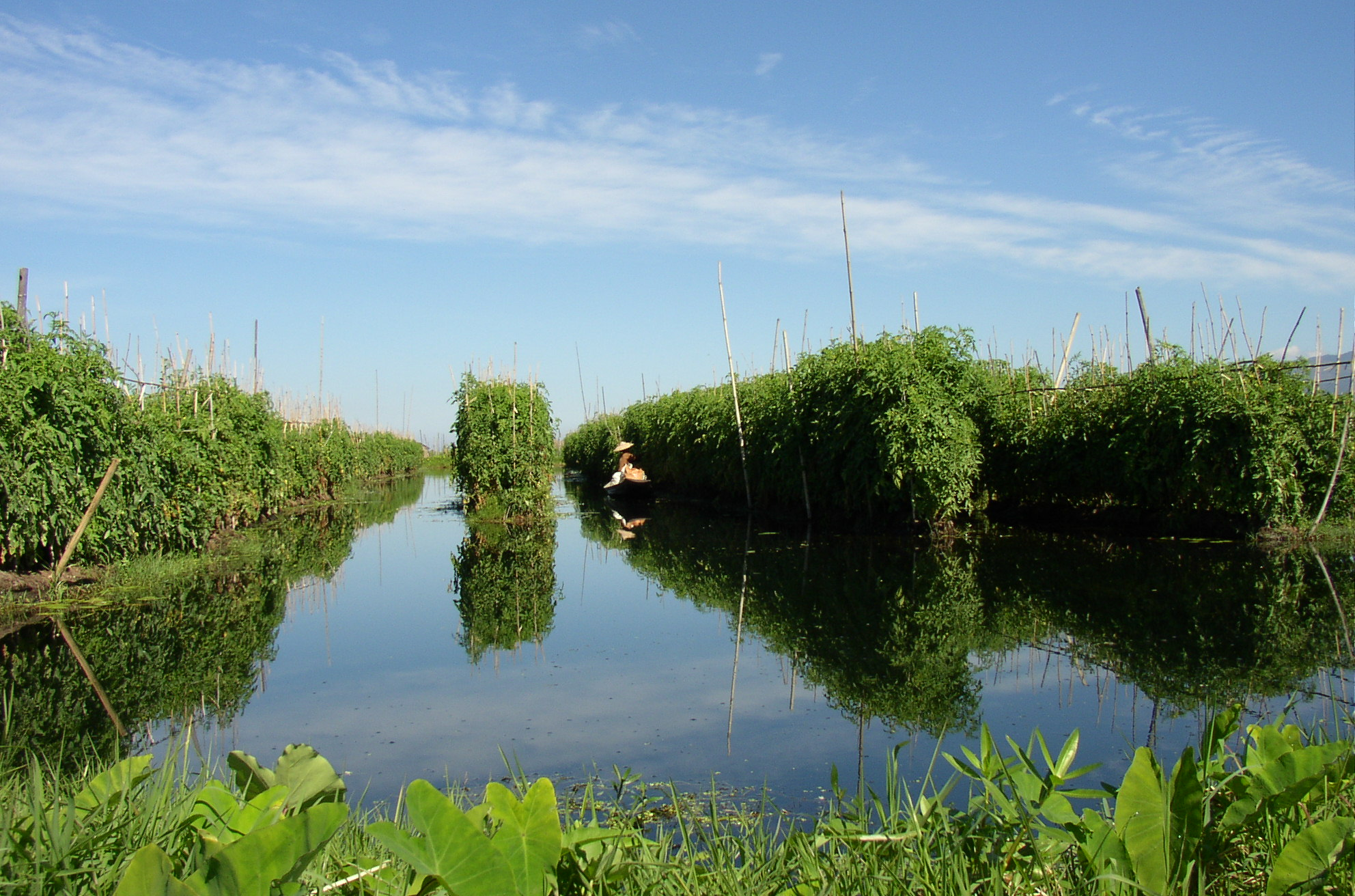
Cultivo de tomates en el lago Inle.

Delta del río Irawadi

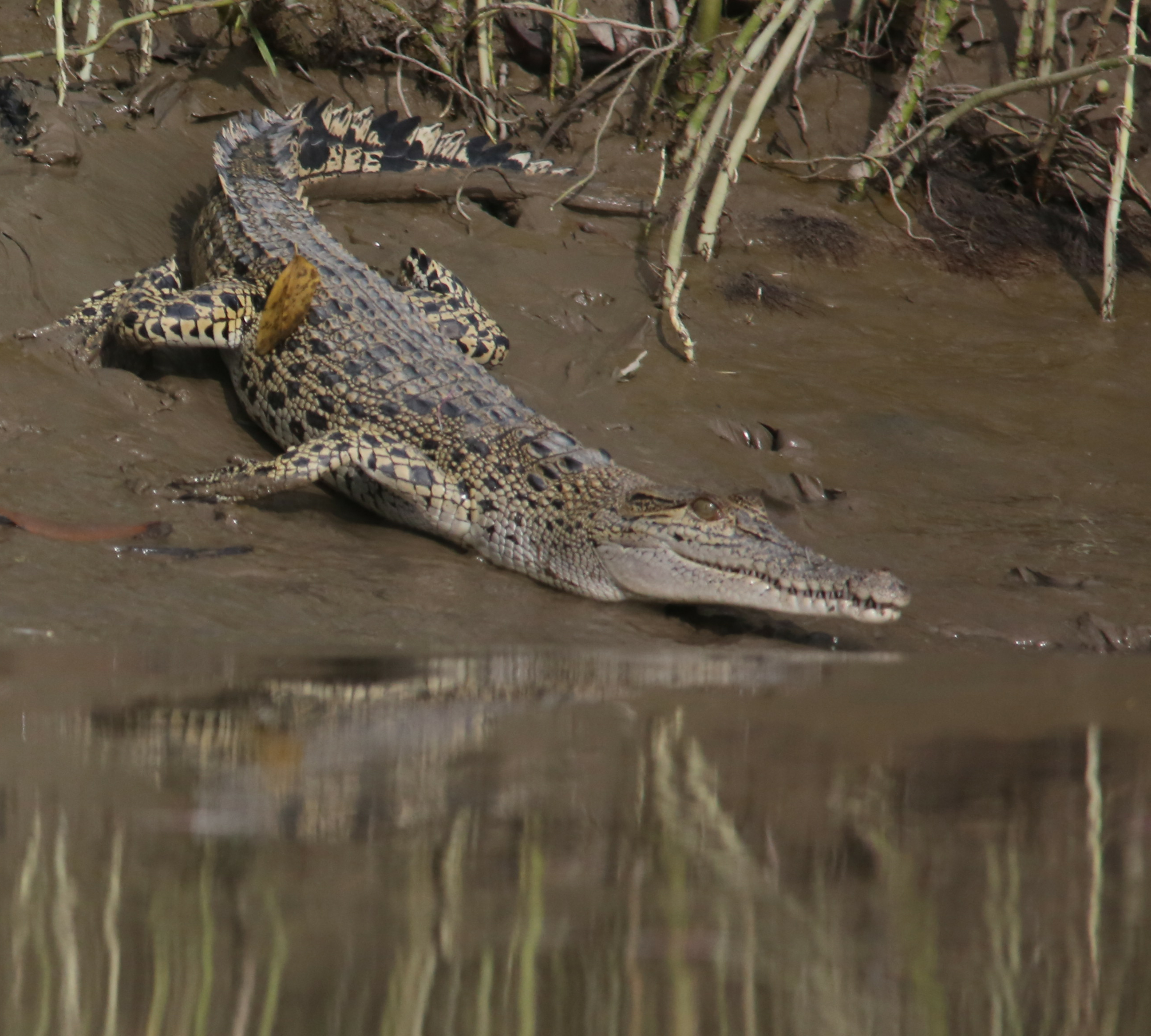
Cocodrilo marino en el Santuario de la naturaleza de Meinmahla Kyun, en el delta del río Irawadi.

- Santuario de la naturaleza de Indawgyi, 479 km², 25°10′N 96°22′E. Comprende el lago Indawgyi, la mayor superficie de agua dulce de Birmania, y las tierras colindantes, donde viven unas 30 000 personas en 16 pueblos que dependen del cultivo de arroz y la pesca. Acuden al lago unas 20 000 aves acuáticas migratorias y residentes, entre ellos las especies amenazadas marabú menor, grulla sarus y agachadiza del Himalaya. Entre los mamíferos en peligro figuran el ciervo porcino y los monos langur de Shortridge y gibón hoolock oriental. Hay tres especies de tortugas amenazadas: la tortuga montesa, la tortuga de caparazón blando de Birmania y la tortuga elongada. También hay siete especies endémicas de peces.[5]
- Lago Inle, 58 km², 20°34′N 96°55′E, en las montañas Shan, a 880 m de altitud, al este de Birmania. El lago, entre 2 y 4 m de profundidad según la época, tiene una extensión máxima de 116 km², es estrecho y alargado, y está rodeado de poblados con palafitos y de huertas flotantes en las que se cultivan incluso tomates. Las islas están formadas por la hierba de elefante (Cenchrus purpureus) y el pez más importante es la carpa de Inle (Cyprinus intha). Otros peces endémicos son Sawbwa resplendens, Danio erythromicron y Microrasbora rubescens. Además de encontrarse en una importante ruta de migración de aves en el contexto Australia-Sudeste asiático, los métodos hidropónicos de cultivo de los jardines flotantes lo han convertido en un santuario de la naturaleza, un IBA (Important Bird and Biodiversity Area) destacado, un parque patrimonio de la ASEAN y la primera reserva de la biosfera de la Unesco desde 2015.[6]
- Santuario de la naturaleza de Moeyungyi (o Moyungi), 103 km², 17°33′N 96°37′E, en la región de Bago. Llanura de inundación donde se ha construido un embalse para controlar las inundaciones y proveer de agua al canal Bago-Sittaung y transportar madera en barcos. En las áreas inundadas se cultiva arroz y se hospedan unas 20 000 aves acuáticas.[7]
- Golfo de Mottama, 425 km², 17°09′N 97°00′E, en la boca del río Sittang, en la orilla oriental del golfo, que es un estuario de entre 6 y 10 m de profundidad. La boca, en la bahía de Bengala, tiene 100 km de anchura y se estrecha de tal forma que produce un fenómeno de macareo (olas río arriba) de un metro que dan lugar a extensas llanuras de marea en las que se hallan peces, invertebrados y unas 90 000 aves acuáticas migratorias, entre las cuales el críticamente amenazado correlimos cuchareta.[8]

- Santuario de la naturaleza de Meinmahla Kyun, 500 km², 15°51′N 95°16′E. Humedal costero al sur del delta del río Irawadi. También es parque patrimonio de la ASEAN. Posee una de las últimas zonas de manglares del delta, en el que los manglares han ido desapareciendo a causa de la pesca, la tala y el desarrollo de las líneas navieras. Los manglares originales se han visto sustituidos por los de palma datilera de manglar, Phoenix paludosa. Último hábitat en Birmania del cocodrilo marino. También se halla el delfín del Irawadi, la tortuga fluvial Batagur baska y la tortuga carey.[9] Otras especies en peligro son el correlimos grande, el cuón, el archibebe moteado y la tortuga verde.[10]

## Santuarios de la naturaleza y reservas
- Loimwe, 42.84 km², área protegida en las montañas Shan, a veces designada como parque nacional.
- Monte Popa, 128 km², parque de montaña rodeando el santuario, a veces designado como parque nacional.[11]
- Santuario de la naturaleza de Chatthin, 268 km², en la región de Sagaing, al noroeste, para proteger al tamín.
- Reserva de tigres del valle Hukawng, 17 890 km². Es la reserva de tigres más grande del mundo, con 6371 km² en el propio valle de Hukawng, a los que se añadieron, en 2004, 11 519 km². Quedan unos 50 tigres, pero también se encuentran el tigre de Corbett, el leopardo de Indochina, el elefante indio, el oso, diversas especies de monos, 370 especies de aves, 46 de ranas, 37 de peces, 4 de tortugas, mariposas y unas 13 500 especies vegetales. Forma frontera con el Parque nacional de Namdapha, en la India.[12]
- Santuario de la naturaleza de Minsontaung, 22.6 km², en el centro, bosque seco de acacias y zonas de bambú Dendrocalamus strictus. Para proteger el ciervo de Eld o tamín y la tortuga estrellada de Birmania.
- Santuario de la naturaleza de las islas Moscos, en el mar de Andamán, al sur de Birmania. Una cadena de islas de 70 km de longitud que cubren unos 49 km² de bosque verde.
- Santuario de la naturaleza de Mulayit, 139 km², en los montes Dawna, al sudeste, en el estado de Kayin. La zona está en peligro ecológico al ser zona de insurgencia por enfrentamientos del Estado con el pueblo karen, en la frontera con Tailandia.[13][14] La cumbre, Mulayit Taung, alcanza 2005 m.[15]
- Parque de elefantes Myaing Hay Wun, en el sur, en el municipio de Taikkyi. Pequeña reserva de 4 ha.
- Santuario de la naturaleza de Pidaung (o Pitaung), 688 km². La reserva más antigua, establecida en 1918, junto con Shwe-U-Daung (207 km²) y Pyin-O-Lwin (127 km²). Elefantes, bantengs, sambares, tigres, leopardos, osos, etc.[16]
- Santuario de la naturaleza de Tamanthi, 2.151 km². Orilla oriental del río Chindwin. Tigre de Indochina, elefante indio, gaur, leopardo de Indochina, seraus y oso. Era el hogar del rinoceronte de Java, ahora extinto.
- Jardín Botánico Nacional de Kandawgyi, 177 ha, en el pueblo alpino de Pyin U Lwin, a 1.000 m de altitud.
- Santuario de aves de Taunggyi, 16 km², en las montañas Shan, entre 1045 y 1.750 m. Su finalidad es la conservación de las aves en el ecosistema del bosque seco.